# Pleurocarpaea
 Pleurocarpaea  Benth., 1867 è un genere di piante angiosperme dicotiledoni della famiglia delle Asteraceae.

## Etimologia
Il nome scientifico del genere è stato definito per la prima volta dal botanico George Bentham (1800-1884) nella pubblicazione " Flora Australiensis: a description of the plants of the Australian territory" (  Fl. Austral. 3: 460) del 1867.

## Descrizione
Le piante di questa voce hanno un habitus prevalentemente erbaceo arbustivo (suffruticoso) con cicli biologici perenni. La superficie può essere ricoperta da peli semplici, submoniliformi o a forma di "L".
Le foglie lungo il fusto sono disposte normalmente in modo alterno; sono sessili o brevemente picciolate. La lamina è intera e in genere ha la forma strettamente lanceolata con apici acuti e base attenuata. I margini sono più o meno continui. Le venature sono pennate. Lunghezza delle foglie: 3 cm.
Le infiorescenze sono formate da pochi capolini omogami, discoidi e peduncolati. La struttura dei capolini è quella tipica delle Asteraceae: un peduncolo sorregge un involucro composto da circa 12 brattee disposte su 2 - 3 serie embricate che fanno da protezione al ricettacolo sul quale s'inseriscono i fiori di tipo tubuloso. Le brattee dell'involucro sono persistenti e di tipo fogliaceo con superficie ghiandolosa. Il ricettacolo, piatto, normalmente è provvisto di pagliette (raramente è nudo).
I fiori, da 8 a 13 per capolino, sono tetra-ciclici (ossia sono presenti 4 verticilli: calice – corolla – androceo – gineceo) e pentameri (ogni verticillo ha in genere 5 elementi). I fiori sono inoltre ermafroditi e actinomorfi (raramente possono essere zigomorfi).
- Formula fiorale:

*/x K {\displaystyle \infty }, [C (5), A (5)], G 2 (infero), achenio
- Calice: i sepali del calice sono ridotti ad una coroncina di squame.
- Corolla: il colore delle corolle è porpora, rosa o bianco; la superficie è pubescente o ghiandolosa; la forma in genere è tubulosa (un tubo filiforme che improvvisamente si apre a campana) con 5 lobi finali;.
- Androceo: gli stami sono 5 con filamenti liberi e distinti, mentre le antere sono saldate in un manicotto (o tubo) circondante lo stilo.[11] Le antere, sagittate e sprovviste di ghiandole, spesso hanno delle piccole code più o meno arrotondate; le appendici apicali sono acute. Il polline è tricolporato (con tre aperture sia di tipo a fessura che tipo isodiametrica o poro), echinato (con punte) e  "lophato" (la parte più esterna dell'esina è sollevata a forma di creste e depressioni)[12]; in altri casi possono essere presenti delle lacune in posizione polare.
- Gineceo: lo stilo è filiforme e privo di nodi (o eventualmente con un anello basale) con un nettario allungato o tubolare. Gli stigmi dello stilo sono due divergenti con la superficie stigmatica posizionata internamente (vicino alla base). La pubescenza è del tipo a spazzola con peli appuntiti.[13] L'ovario è infero uniloculare formato da 2 carpelli.

I frutti sono degli acheni con pappo. Gli acheni, a forma più o meno cilindrica, hanno 10 coste con la superficie sericea con ghiandole. All'interno si può trovare del tessuto di tipo idioblasto; i rafidi sono assenti e non è neppure presente il tessuto tipo fitomelanina. Il pappo è formato da poche corte decidue setole (quelle più esterne sono fimbriate e persistenti); a volte il pappo è assente.

## Biologia
- Impollinazione: l'impollinazione avviene tramite insetti (impollinazione entomogama tramite farfalle diurne e notturne).
- Riproduzione: la fecondazione avviene fondamentalmente tramite l'impollinazione dei fiori (vedi sopra).
- Dispersione: i semi (gli acheni) cadendo a terra sono successivamente dispersi soprattutto da insetti tipo formiche (disseminazione mirmecoria). In questo tipo di piante avviene anche un altro tipo di dispersione: zoocoria. Infatti gli uncini delle brattee dell'involucro si agganciano ai peli degli animali di passaggio disperdendo così anche su lunghe distanze i semi della pianta.

## Distribuzione e habitat
La distribuzione delle piante di questa voce è relativa al nord dell'Australia.

## Tassonomia
La famiglia di appartenenza di questa voce (Asteraceae o Compositae, nomen conservandum) probabilmente originaria del Sud America, è la più numerosa del mondo vegetale, comprende oltre 23.000 specie distribuite su 1.535 generi, oppure 22.750 specie e 1.530 generi secondo altre fonti (una delle checklist più aggiornata elenca fino a 1.679 generi). La famiglia attualmente (2021) è divisa in 16 sottofamiglie.

### Filogenesi
Le specie di questo gruppo appartengono alla sottotribù Linziinae descritta all'interno della tribù Vernonieae Cass. della sottofamiglia Vernonioideae Lindl.. Questa classificazione è stata ottenuta ultimamente con le analisi del DNA delle varie specie del gruppo. Da un punto di vista filogenetico in base alle ultime analisi sul DNA la tribù Vernonieae è risultata divisa in due grandi cladi: Muovo Mondo e Vecchio Mondo. I generi di Linziinae appartengono al subclade relativo all'Africa e Asia (con alcune eccezioni: Cuba e Australia).
La sottotribù, e quindi i suoi generi, si distingue per i seguenti caratteri:
- le brattee involucrali sono provviste di spicole ai margini;
- le setole del pappo sono appiattite;
- il polline è "lophato" e tricolporato e a volte non è echinato;
- nel polline i tipi "lophati" hanno una organizzazione radialmente simmetrica con disposizione regolare.

In precedenza la tribù Vernonieae, e quindi la sottotribù (Linziinae) di questo genere, era descritta all'interno della sottofamiglia Cichorioideae. La costituzione di questo gruppo è relativamente recente (2009); in precedenza tutti i generi della sottotribù erano descritti all'interno della sottotribù Centrapalinae. Nell'ambito della tribù Linziinae occupa, da un punto di vista filogenetico, una posizione abbastanza "basale" insieme alle sottotribù Erlangeinae e Gymnantheminae.
I caratteri distintivi per le specie di questo genere ( Pleurocarpaea) sono:
- il ricettacolo è provvisto di pagliette;
- il pappo è coroniforme (insieme di piccole scaglie) o è formato da poche corte decidue setole;
- l'areale di queste pianta è relativo all'Australia.

### Elenco delle specie
Questo genere ha 2 specie:
- Pleurocarpaea denticulata Benth.
- Pleurocarpaea fasciculata  Dunlop

Le due specie si distinguono per i seguenti caratteri:
- P. denticulata: gli steli hanno un ciclo biologico annuale; la larghezza delle foglie è di 5 - 50 mm; i capolini sono lunghi 8 - 18 mm.
- P. fasciculata: gli steli hanno un ciclo biologico perenne; la larghezza delle foglie è di 2 - 7 mm; i capolini sono lunghi 6,4 - 8 mm.